# Antonia Bernath
Antonia Geraldine Audrey Lee Bernath é uma atriz, dubladora e cantora inglesa. Ela começou sua carreira na série da CBS Elvis (2005) e no filme de Bollywood Kisna: The Warrior Poet (2005). Ela então estrelou os filmes St Trinians (2007), Cuckoo (2009) e o drama da ITV2, Trinity (2009). Ela teve papéis recorrentes na série da ABC The Astronaut Wives Club (2015) e na temporada final de Downton Abbey (2015). Após um intervalo, Bernath retornou à televisão com a minissérie Nolly (2023), da ITVX.

## Vida pregressa
Bernath nasceu em Londres, filho de mãe anglo-norueguesa Sarah e pai americano Paul. Bernath passou a infância na Virgínia. Motivado pelo alcoolismo, seu pai era física e emocionalmente abusivo. Bernath voltou para a Inglaterra quando tinha 11 anos com sua mãe, que foi diagnosticada com câncer e não conseguiu tratamento nos EUA. Aos 13 anos, sua mãe faleceu e Bernath foi posteriormente criada em Wiltshire por sua avó materna Audrey Goodrich.
Bernath frequentou a Godolphin School em Salisbury e se juntou ao National Youth Music Theatre. Ela começou seus estudos de literatura inglesa na Universidade de Cambridge, mas mudou de ideia e decidiu seguir carreira de atriz. Ela se formou na Bristol Old Vic Theatre School com uma bolsa de estudos.

## Carreira
Bernath foi o rosto do sabonete facial Clean and Clear da Johnson and Johnson para uma campanha internacional. Ela fez sua estreia na televisão no episódio especial de 2003 do Hogmanay de Monarch of the Glen como Becky Body. Ela apareceu em uma edição de 2004 da antologia The Afternoon Play na BBC One.
Em 2005, Bernath fez sua estreia no cinema em Kisna: The Warrior Poet como Katherine Beckett, tornando-se uma das primeiras atrizes britânicas principais em um filme de Bollywood. Uma crítica do Hindustan Times declarou que sua atuação era "boa" e "fofamente agradável". No mesmo ano, ela interpretou Priscilla Presley na minissérie da CBS, Elvis (2005) ao lado de Jonathan Rhys Meyers, Randy Quaid e Robert Patrick. Seus outros papéis na televisão incluem interpretar Lucy Bellham em Heartbeat, e Nikki Brown, uma atriz semi-regular, em Holby City.
Bernath apareceu no filme St Trinian's em 2007, como a elegante Chloe, e também pode ser vista interpretando a Weather Girl da Radio Sunshine, no filme The Boat That Rocked, de Richard Curtis. Ela desempenhou um papel principal, Charlotte Arc, no drama Trinity da ITV2 de 2009, ao lado de Charles Dance, Claire Skinner e Reggie Yates. Uma crítica no The Morton Report descreveu sua atuação em Trinity como "consistentemente forte".
Bernath foi escalada como a irmã ciumenta Jimi no filme de suspense britânico Cuckoo, coestrelado por Richard E. Grant e Laura Fraser. Em 2012, Bernath apareceu em Chariots of Fire no West End, uma adaptação para o palco do filme de mesmo título, como Florence Mackenzie, a noiva de Eric Liddell (Jack Lowden). Bernath estrelou os filmes de comédia de 2013 Stalled e Powder Room, este último ao lado de Sheridan Smith. Em 2015, ela teve papéis recorrentes como Susan Borman, esposa do astronauta Frank Borman, no drama de época da ABC The Astronaut Wives Club e Laura Edmunds na temporada final de Downton Abbey na ITV.
Nos videogames, Bernath dublou Syanna em The Witcher 3: Wild Hunt – Blood and Wine, uma Comandante Imperial em Star Wars Battlefront e como Dra. Emily Pope em Control. Bernath co-estrelou como Dra. Susan Gibbs no piloto de drama médico da Fox, Zoobiquity, com Kim Raver e Peter Facinelli.
Em 2018, Bernath se juntou a outras 26 celebridades no Metropolis Studios para apresentar uma canção natalina original chamada "Rock With Rudolph", escrita e produzida por Grahame e Jack Corbyn. A música foi gravada em prol do Great Ormond Street Hospital e foi lançada digitalmente pela gravadora independente Saga Entertainment em 30 de novembro de 2018 sob o nome artístico The Celebs. O videoclipe estreou exclusivamente no The Sun em 29 de novembro de 2018 e teve sua primeira exibição na TV no Good Morning Britain em 30 de novembro de 2018. A música alcançou a segunda posição na parada pop do iTunes.

## Vida pessoal
Bernath se casou com Oliver Cockerham em 2015. O casal tem dois filhos.

## Filmografia

### Filme
| Ano  | Título                        | Papel                    | Notas                |
| ---- | ----------------------------- | ------------------------ | -------------------- |
| 2005 | Kisna: The Warrior Poer       | Katherine                | Estreia; filme hindi |
| 2007 | St Trinian's                  | Chloe                    |                      |
| 2009 | Abate                         | Cathy                    |                      |
| 2009 | The Boat That Rocked          | Katie, a garota do tempo | não creditado        |
| 2009 | Goal III: Taking on the Wolrd | Britt                    | Direto para vídeo    |
| 2009 | Cuckoo                        | Jimi                     |                      |
| 2009 | Old Harry                     | Mãe                      | Curta-metragem       |
| 2013 | Stalled                       | Heather                  |                      |
| 2013 | Powder Room                   | Kim                      |                      |
| 2017 | Blue                          | Rubi                     | Curta-metragem       |
| 2017 | Padlock                       | Outra Julie              | Curta-metragem       |

### Televisão
| Ano     | Titulo                   | Papel                | Notas                                  |
| ------- | ------------------------ | -------------------- | -------------------------------------- |
| 2003    | Monarch of the Glen      | Becky Body           | Hogmanay Special                       |
| 2004    | The Afternoon Play       | Kate Sullivan        | Episódio: "Sons, Daughters and Lovers" |
| 2005    | Elvis                    | Priscilla Presley    | Minissérie                             |
| 2006    | Heartbeat                | Lucy Bellman         | Episódio: "Hostage to Fortune"         |
| 2004–07 | Holby City               | Nikki Brown          | 11 episódios                           |
| 2009    | Trinity                  | Charlotte Arc        | Papel principal                        |
| 2012    | Lykke                    | Kate Dornay          | 5 episódios                            |
| 2014    | Babylon                  | Repórter de notícias | 2 episódios                            |
| 2015    | The Astronaut Wives Club | Susan Borman         | 5 episódios                            |
| 2015    | Downton Abbey            | Laura Edmunds        | 5 episódios (série 6)                  |
| 2016    | Dickensian               | Sally Compeyson      | 3 episódios                            |
| 2016    | Zoobiquity               | Dr. Susan Gibbs      | Filme para televisão                   |
| 2023    | Nolly                    | Jane Rossington      | Minissérie                             |

### Jogos de vídeo
| Ano  | Título                                    | Papel              | Notas |
| ---- | ----------------------------------------- | ------------------ | ----- |
| 2015 | Star Wars Battlefront                     | Comandante Imperia |       |
| 2016 | The Witcher 3: Wild Hunt – Blood and Wine | Syanna             |       |
| 2017 | Star Wars: Battlefront II                 |                    |       |
| 2018 | Hitman 2                                  | Sierra Knox        |       |
| 2019 | Control                                   | Emily Pope         |       |
| 2020 | Control: The Foundation                   | Emily Pope         |       |
| 2020 | Control: AWE                              | Emily Pope         |       |
| 2022 | Harvestella                               |                    |       |
| 2022 | Evil West                                 | Emilia Blackwell   |       |

## Peça
| Ano  | Peça             | Papel              | Notas |
| ---- | ---------------- | ------------------ | ----- |
| 2012 | Chariots of Fire | Florence Mackenzie |       |